# 瓦维尔号列车
瓦维尔号列车（波蘭語：Wawel）是运行于德国北部城市汉堡至波兰南部城市克拉科夫（自2012年起为弗罗茨瓦夫）间一班国际列车所使用的名称，由德国铁路及波兰国家铁路自1995年起共同经营。其命名源自克拉科夫境内瓦维尔山上的建筑群，后者为波兰的象征之一。列车自开行以来曾先后被纳入城际列车及欧城列车等类别。

## 历史
瓦维尔号在最初的运行区间为波兰克拉科夫至德国柏林。自2001年起，列车在德国境内延长至汉堡始发及终到，然而周末服务仍继续维持在克拉科夫至柏林间运行。列车在每天早晨由汉堡发车，经施滕达尔、柏林、科特布斯和弗罗茨瓦夫等地后抵达克拉科夫，并在下午由克拉科夫出发朝反方向运行。在大多数情况下，列车的编组均为4节车厢，它由德国铁路及波兰国家铁路各提供2节，其中后者的车厢通常不配备供暖设施。此外，列车也几乎不配备餐车，旅途中的餐饮仅能依靠一个销售隔间供应。尽管如此，列车仍然深受阿尔特马克地区的民众欢迎，因为这是从施滕达尔和萨尔茨韦德尔直达汉堡的唯一方式，也是两地前往柏林的最便捷方式。
事实上，瓦维尔号还是连接德国及波兰南部地区唯一的一班直通列车，然而其乘客数量正在持续减少。这不仅仅是因为缺乏餐车，饱受诟病的一等车厢舒适度甚至是低下的平均运行时速都是导致这一结果的主要成因。尤其是柏林至弗罗茨瓦夫之间的路段由于常年荒废而无法实现更高的车速，这一区间的平均时速仅为58公里/小时。
在2012年12月起实施的冬季运行图调整中，列车的东端始发/终到站从克拉科夫被削减至弗罗茨瓦夫，并自2013年5月起将工作日运行的西端始发/终到站向东调整至吕讷堡，后于2013年12月起实施的冬季运行图中恢复至汉堡始发及终到。

## 时刻表
以下为瓦维尔号列车在2014年的运行时刻表：
| 248次 | 248次 | 停靠站           | 249次 | 249次 |
| 里程  | 时刻  | 停靠站           | 时刻  | 里程  |
| ----- | ----- | ---------------- | ----- | ----- |
| 0     | 12:20 | 弗罗茨瓦夫       | 14:39 | 655   |
| 65    | 13:03 | 莱格尼察         | 13:57 | 590   |
| 110   | 13:30 | 博莱斯瓦维茨     | 13:30 | 545   |
| 136   | 14:00 | 文格利涅茨       | 13:14 | 519   |
| 177   | 14:47 | 扎雷             | 12:12 | 478   |
| 214   | 15:27 | 福斯特           | 11:34 | 441   |
| 235   | 15:55 | 科特布斯         | 11:15 | 420   |
| 264   | 16:12 | 吕贝瑙           | 10:50 | 391   |
| 350   | 17:01 | 柏林（东站）     | ↑     | ↑     |
| ↓     | ↓     | 柏林（南十字）   | 09:47 | 302   |
| 359   | 17:11 | 柏林（中央）     | 09:41 | 296   |
| 372   | 17:24 | 柏林（斯潘道）   | 09:29 | 283   |
| 463   | 18:06 | 施滕达尔         | 08:50 | 192   |
| 520   | 18:36 | 萨尔茨韦德尔     | 08:23 | 135   |
| 570   | 19:00 | 乌埃尔岑         | 07:58 | 85    |
| 605   | 19:16 | 吕讷堡           | 07:37 | 50    |
| 643   | 19:34 | 汉堡（哈尔堡）   | 07:15 | 12    |
| 655   | 19:44 | 汉堡（中央）     | 06:58 | 0     |
| 657   | 19:50 | 汉堡（达姆门）   | －    | －    |
| 661   | 20:01 | 汉堡（阿尔托纳） | －    | －    |